# Elektromagnetische Verträglichkeit
Elektromagnetische Verträglichkeit (EMV) bezeichnet die Fähigkeit eines technischen Geräts, andere Geräte nicht durch ungewollte elektrische oder elektromagnetische Effekte zu stören oder durch andere Geräte gestört zu werden. Die ungewollte wechselseitige Beeinflussung ist in der Elektrotechnik nicht nur eine Frage der Technik, sondern auch eine des Rechts.

## Abgrenzung zur Umweltverträglichkeit
Elektromagnetische Wellen, wie zum Beispiel Licht oder hochenergetische Mikrowellen, haben auch Einfluss auf Lebewesen und die Natur. Die EMV ist nicht mit der elektromagnetischen Umweltverträglichkeit (EMVU) zu verwechseln, welche sich mit den Wirkungen von nicht ionisierender elektromagnetischer Strahlung auf die Umwelt und den Menschen befasst.

## Grundlagen
Die elektromagnetische Verträglichkeit bedeutet das Fehlen von Einwirkungen auf andere Geräte und Einrichtungen, die bei diesen zu ungewollten oder gewollten Funktionsstörungen elektrischer oder elektronischer Betriebsmittel durch z. B. elektrische, magnetische oder elektromagnetische Felder und Vorgänge führen. Darin sind Beeinflussungen durch Ströme oder Spannungen bereits eingeschlossen.
Wesentlich zur Sicherstellung der elektromagnetisch verträglichen Funktion elektrischer Betriebsmittel sind deren sachgerechter Aufbau und Gestaltung. Nachweis und Bestätigung von hinreichend geringer Störungsempfindlichkeit und Störaussendung sind durch EMV-Richtlinien und EMV-Normen geregelt.
Die Europäische EMV-Richtlinie 2014/30/EU definiert elektromagnetische Verträglichkeit wie folgt:

„die Fähigkeit eines Betriebsmittels, in seiner elektromagnetischen Umgebung zufriedenstellend zu arbeiten, ohne dabei selbst elektromagnetische Störungen zu verursachen, die für andere Betriebsmittel in derselben Umgebung unannehmbar wären.“

Daraus werden die grundlegenden Schutzanforderungen abgeleitet, die jedes elektrische Betriebsmittel, das in Verkehr gebracht wird, einhalten muss. Die Schutzanforderungen legen fest, dass einerseits die Störaussendungen des Betriebsmittels so gering sein müssen, dass z. B. Rundfunkempfänger oder andere Betriebsmittel in der Störumgebung nicht unzulässig beeinflusst werden. Dabei handelt es sich um eine Begrenzung der Störquellen (sog. Funkentstörung). Andererseits sollen die zu erwartenden auf das Betriebsmittel einwirkenden Störgrößen (Felder, Störströme oder Störspannungen) dessen Funktion nicht beeinträchtigen. Das Betriebsmittel muss also hinreichend störfest aufgebaut werden.
Für Betriebsmittel, die die einschlägigen EMV-Normen einhalten, darf vermutet werden, dass die Schutzanforderungen eingehalten sind. Der VDE bzw. die DKE ist in Deutschland zuständig für die Erstellung und Bearbeitung der Normen. In letzter Zeit werden die Normen zunehmend auf internationaler Ebene angeglichen. Daher spielen auch für Deutschland internationale Normungsorganisationen wie IEC, CENELEC und CISPR eine immer stärkere Rolle.

## Theorie

Verschiedene Kopplungsarten

Das übliche Störkopplungsmodell geht von den Begriffen Störquelle, Kopplungspfad und Störsenke aus. Das Störungen erzeugende Betriebsmittel wird als Störquelle (engl. source oder culprit) und das beeinflusste Betriebsmittel wird als Störsenke (engl. victim oder load) bezeichnet. Damit es zu einer Beeinflussung der Senke durch die Quelle kommen kann, muss die Störung zur Senke gelangen, um dort als Störgröße wirken zu können. Den Weg zwischen Quelle und Senke nennt man Kopplung oder Kopplungspfad. Kriterium der Güte einer Signalübertragung ist in der EMV der Störabstand.
Man unterscheidet zwischen natürlichen und technischen Störquellen und Störsenken. Als Beispiel für eine natürliche Störquelle gilt ein Blitz, natürliche Senken können Lebewesen sein. Typische technische Störquellen sind z. B. Frequenzumrichter, typische technische Störsenken sind z. B. Funkempfangsgeräte.
Bei der Beeinflussung von Lebewesen durch elektrische, magnetische oder elektromagnetische Größen spricht man auch von elektromagnetischer Umweltverträglichkeit oder EMVU. Der Schutz vor Blitzen wird unter dem Begriff Blitzschutz behandelt. Der Schutz vor elektrostatischen Entladungen wird häufig ebenfalls gesondert betrachtet.
Folgende Kopplungsmechanismen werden unterschieden:
- Die Galvanische Kopplung, technisch genauer Impedanzkopplung, entsteht an gemeinsamen Impedanzen des Störstromkreises mit dem Stromkreis der Störsenke. Dies können gemeinsame Bauelemente oder Leitungsabschnitte beider Stromkreise sein, über die z. B. Ausgleichsströme fließen, die über die Impedanz des gemeinsamen Leitungsabschnitts Spannungen einkoppeln. Bei Leiterplatten entsteht eine Impedanzkopplung ggf. auch über nicht ausreichend dimensionierte Massebahnen und Stützkondensatoren.
- Kapazitive Kopplung bezeichnet die Beeinflussung durch ein elektrisches Feld, z. B. Überkopplung auf parallel geführte Leiter in einem Kabel oder Kabelkanal oder parallel geführte Leiterbahnen auf einer Leiterplatte. Dieser Effekt kann z. B. zwischen parallelgeführten Leitungen mit hochohmigen Abschlussimpedanzen auftreten.
- Induktive Kopplung bezeichnet die Beeinflussung einer Störsenke durch ein Magnetfeld. Die Induktive Verkopplung entsteht durch Magnetfeldeinkopplung, üblicherweise in Leiterschleifen, z. B. zwischen parallelgeführten Leiterschleifen, die jeweils niederohmige Abschlussimpedanzen aufweisen.
- Von Strahlungskopplung spricht man, wenn ein elektromagnetisches Feld auf eine Störsenke einwirkt. Elektrische Leiter eines Kabels oder auf Platinen können als Antenne wirken und z. B. Radio- oder Funksignale empfangen, die auf dem Leiter als Störsignale entstehen.

### Arten von Störungen
- Es gibt dynamische Störungen von Strom führenden Leitern, die sich zeitlich verändern und auch statische Störungen (insbesondere magnetische und kapazitive Störungen), die ständig unverändert bestehen bleiben.

In der EMV wird zwischen leitungsgebundenen und feldgebundenen Störungen unterschieden.
- Die leitungsgebundenen Störungen werden von der Störquelle direkt über Versorgungs- oder Signalleitungen zur Störsenke übertragen.

Ein Knacken im Radio kann zum Beispiel durch das Abschalten eines Kühlschranks verursacht werden, das Abschalten der Versorgungsspannung mithilfe eines Temperaturschalters erzeugt Spannungspulse mit einem Spektrum vom Audio- bis in den Radio-Frequenzbereich. Wenn diese Spannungspulse infolge einer Stromänderung über die Versorgungsleitung zum Radiogerät geführt und dort demoduliert werden, kommt es zu einer Knackstörung.
Abhilfe schafft generell nur eine zugeschnittene Filterung, die das eigentliche Nutzsignal nicht verzerrt.
- Alle kapazitiven und induktiven Beeinflussungen elektrischer bzw. magnetischer Felder werden als feldgebundene Störungen oder kurz Störfelder bezeichnet.

Die feldgebundenen Störungen werden zum Beispiel als elektromagnetisches Feld eines Kabels oder einer leitenden Fläche als Störquelle auf die Störsenke übertragen und dort beispielsweise von einem als Antenne fungierenden Leiter empfangen.
Ein Beispiel für eine feldgebundene Störung ist die Einkopplung einer GSM-Mobiltelefon-Übertragung in eine Audioeinrichtung, z. B. in ein Autoradio oder in ein Festnetztelefon. Grund dafür sind Funkwellen des Mobiltelefones, die in die Geräte eindringen, an Halbleiterbauelementen der Geräte demoduliert (gleichgerichtet) werden und dann, mitverstärkt mit dem Nutzsignal, auf den Lautsprecher gelangen.
Die typischen Störgeräusche entstehen, da die Funktelefone den HF-Träger (GSM-Signal) niederfrequent, also im hörbaren Frequenzbereich, nach einem Zeitmultiplexverfahren ein- und ausschalten.

### Störungsvermeidung
Zur Vermeidung von Störungen dient eine EMV-gerechte Auslegung von Anlagen oder Geräten. Man unterscheidet
1. Maßnahmen zur Störungsvermeidung
2. Vermeidung der Ausbreitung von der Quelle
3. Vermeidung von Auswirkungen der Störungen

Die Maßnahmen haben in ihrer Reihenfolge Priorität, wobei die ersten beiden (aktiven) Maßnahmen die Störemission betreffen und die dritte die (passive) Immunität oder Störsicherheit.
Störungen können vermieden werden, indem die Strom- und Spannungsänderungsgeschwindigkeiten genügend klein gehalten werden, sodass im Spektrum keine höheren Frequenzen erscheinen, die sich ungewollt ausbreiten. Oft ist das jedoch nicht möglich:
- Computer arbeiten mit immer höheren Taktfrequenzen.
- Schaltnetzteile haben hohe Arbeitsfrequenzen, um sie kleiner machen zu können.
- Leistungselektronik hat steile Schaltflanken, um effizienter zu sein.

Man muss daher schon bei der Konstruktion der Innenschaltung (Layout der Leiterplatte) Störentstehung und -ausbreitung verhindern, indem sich schnell ändernde Ströme kurze Wege nehmen und als Antennen wirkende Strukturen vermieden werden. Dennoch auftretende Störungen werden durch Schirmung und Filterung in ihrer Ausbreitung vermindert.
Das Verdrillen bei symmetrischen Signalen ist sowohl ein aktiver als auch ein passiver Schutz, denn kapazitive und induktive Abstrahlung und auch Beeinflussung heben sich jeweils auf.
Je nach Störsituation ist entweder das Unterbrechen oder das Zusammenschließen elektrischer Massebezüge zielführend:
- Sogenannte Erdschleifen lassen sich durch eine Potenzialtrennung vermeiden oder darin fließende Ströme lassen sich durch einen Mantelstromfilter verringern.
- Beidseitig hochfrequenzdicht beim Eintritt in ein schirmendes Gehäuse aufgelegte Schirmungen von Kabeln können das Eindringen und Abstrahlen von Hochfrequenz vermeiden.
- Induktionsarme, breite Masseverbindungen können Potenzialunterschiede zwischen Geräten verringern und somit Signalverbindungen zwischen diesen sicherer machen.
- Varistoren, Suppressordioden und Überspannungsableiter leiten Spannungstransienten an den Schnittstellen Kabel/Gerät zur Erde ab, wenn der Spannungspegel ein für nachfolgende Bauteile kritisches Maß überschreitet.

## Technische Konsequenzen
Die elektromagnetischen Wellen können zum Beispiel in Schaltungen Spannungen bzw. Ströme erzeugen. Diese können im einfachsten Fall zu einem Rauschen im Fernseher, im schlimmsten Fall zum Ausfall der Elektronik führen.
Die elektromagnetische Verträglichkeit stellt sicher, dass zum Beispiel Herzschrittmacher oder die Steuerelektronik von Kraftfahrzeugen und Flugzeugen mindestens bis zu einer festgelegten Störgröße nicht ausfallen. In Flugzeugen ist der Betrieb von Mobiltelefonen unter bestimmten Auflagen möglich, aber im Allgemeinen noch nicht flächendeckend gestattet (vgl. LuftEBV). Zu den Auflagen in der Luftfahrt gehört ein Nachweis der elektromagnetischen Verträglichkeit des Flugzeugs mit dem Mobilfunkstandard.
Besondere Aufmerksamkeit beansprucht die elektromagnetische Verträglichkeit auch im industriellen Maschinen- und Anlagenbau sowie im Marineschiffbau. Hier müssen häufig leistungsstarke elektromechanische Aktoren und empfindliche Sensoren auf engem Raum störungsfrei zusammenarbeiten.

## Gesetzliche Bestimmungen
Die Gesetzgeber schreiben in der EU den Inverkehrbringern von Elektrogeräten vor, in Deutschland durch das Gesetz über die elektromagnetische Verträglichkeit von Betriebsmitteln, entsprechende Schutzanforderungen einzuhalten, die durch Grenzwerte zur Störfestigkeit oder zur Störaussendung in einschlägigen Normen niedergelegt sind.
Mehr zu diesem Thema findet sich unter dem Stichwort CE-Kennzeichnung mit Informationen zur EMV-Richtlinie, die oft zusammen mit der Niederspannungsrichtlinie angewendet werden muss.
Im Regelfall wird die Einhaltung der Schutzanforderungen vermutet, wenn die auf das Gerät anwendbaren harmonisierten europäischen Normen eingehalten werden, um allen Kunden und Bürgern einen störungsfreien Betrieb von Elektrogeräten zu gewährleisten. Dies führt oft dazu, dass derjenige, der ein Gerät auf dem europäischen Markt anbietet, EMV-Prüfungen oder gleichwertige Nachweisverfahren anwendet, um die EMV nachzuweisen. Als gleichwertige Nachweisverfahren eignen sich, je nach Komplexität des Geräts, bereits einfache Plausibilitätsbetrachtungen. So wird zum Beispiel eine Glühlampe, die außer dem Glühfaden keine elektrischen oder elektronischen Bauteile enthält, für sich genommen im Betrieb keine Grenzwerte für Hochfrequenzemissionen überschreiten.
Während der letzten Jahre wurden innerhalb Europas bei vielen Produktbereichen die Anforderungen harmonisiert, die Grenzwerte und Rahmenbedingungen verschiedener Länder sind also gleich, z. B. in der EMV-Richtlinie festgeschrieben.
In Deutschland sind die Bundesnetzagentur (ehemals Regulierungsbehörde für Telekommunikation und Post), das Bundesamt für Strahlenschutz und die Bundeswehr im Rahmen der Verordnung über das Nachweisverfahren zur Begrenzung elektromagnetischer Felder die zuständigen Behörden zur Überwachung der Einhaltung von Schutzanforderungen oder Grenzwerten.
Luftfahrtgerät ist laut EMV-Richtlinie in der EU von der CE-Kennzeichnung ausgenommen. Es fällt unter die Richtlinie 216/2008/EU. Der Luftfahrtsektor unterliegt der Aufsicht der EASA.

## Normen
| Fachgrundnormen (nicht abschließend) | Thema |
| ------------------------------------ | --- |
| EN IEC 61000-6-1:2019                | Störfestigkeit für Wohnbereich, Geschäfts- und Gewerbebereiche sowie Kleinbetriebe                       |
| EN IEC 61000-6-2:2019                | Störfestigkeit für Industriebereiche                                                                     |
| EN IEC 61000-6-3:2021                | Störaussendung für Wohnbereich, Geschäfts- und Gewerbebereiche sowie Kleinbetriebe                       |
| EN IEC 61000-6-4:2019                | Störaussendung für Industriebereiche                                                                     |
| EN IEC 61000-6-8:2020                | Störaussendung für professionell genutzte Geräte in Geschäfts- und Gewerbebereichen sowie Kleinbetrieben |

| Produktnormen (nicht abschließend)           | Thema |
| -------------------------------------------- | --- |
| EN 50121-3-2:2016                            | Bahnfahrzeuge – Geräte |
| EN 50130-4:2011 + A1:2014                    | Alarmanlagen, Teil 4: EMV Produktfamiliennorm, Störfestigkeit für Brand-, Einbruch- und Überfallmeldeanlagen sowie Videoüberwachungs-, Zutrittskontroll- und Personenhilferufanlagen |
| EN 50370-1:2005                              | Werkzeugmaschinen, Teil 1, Störaussendung |
| EN 50370-2:2003                              | Werkzeugmaschinen, Teil 2, Störfestigkeit |
| EN 60601-1-2:2015 + A1:2021                  | Medizinische elektrische Geräte |
| EN 55011:2016 + A1:2017 + A11:2020 + A2:2021 | Störaussendung: ISM-Geräte – Grenzwerte und Messverfahren |
| EN IEC 55014-1:2021                          | Störaussendung: Haushaltsgeräte – u. Messung diskontinuierliche Störungen (Knacke)                                                                                                   |
| EN IEC 55014-2:2021                          | Störfestigkeit: Haushaltsgeräte |
| EN IEC 55015:2015 + A11:2020                 | Störaussendung: elektrische Beleuchtungseinrichtungen |
| EN 55032:2015 + AC:2015 + A11:2020 + A1:2020 | Störaussendung: Einrichtungen der Informationstechnik und Multimediageräte und -einrichtungen                                                                                        |
| EN 55035:2017                                | Störfestigkeit: Einrichtungen der Informationstechnik und Multimediageräte und -einrichtungen                                                                                        |
| EN IEC 61800-3:2023                          | Elektronisch geregelte Antriebe (z. B. Motorregler, Frequenzumrichter) |
| EN IEC 61326-1:2021                          | Elektrische Mess-, Steuer-, Regel- und Laborgeräte |
| EN IEC 61326-2-3:2021                        | Elektrische Mess-, Steuer-, Regel- und Laborgeräte – Messgrößenumformer |
| EN 301 489-1 V2.2.3                          | Funkeinrichtungen – Gemeinsame Technische Anforderungen |
| DNV-CG-0339 Aug. 2021                        | Prüfanforderungen an elektrische/elektronische Geräte und Systeme auf Schiffen |

| Grundnormen: (nicht abschließend)   | Thema                                                                                      |
| ----------------------------------- | ------------------------------------------------------------------------------------------ |
| EN 55016-2-1:2004 + A1:2005         | Störaussendung: Störspannung – Messung der leitungsgeführten Störaussendung                |
| EN 55016-2-3:2006                   | Störaussendung: Störfeldstärke – Messung der gestrahlten Störaussendung                    |
| EN 61000-4-2:2009                   | Störfestigkeit gegen die Entladung statischer Elektrizität (ESD)                           |
| EN 61000-4-3:2006 +A1:2008 +A1:2010 | Störfestigkeit gegen hochfrequente elektromagnetische Felder                               |
| EN 61000-4-4:2013                   | Störfestigkeit gegen schnelle transiente elektrische Störgrößen (Burst)                    |
| EN 61000-4-5:2014 + A1:2017         | Störfestigkeit gegen Stoßspannungen (Surge)                                                |
| EN 61000-4-6:2014                   | Störfestigkeit gegen leitungsgeführte Störgrößen, induziert durch hochfrequente Felder     |
| EN 61000-4-8:2010                   | Störfestigkeit gegen Magnetfelder mit energietechn. Frequenz                               |
| EN 61000-4-11:2004 + A1:2017        | Störfestigkeit gegen Spannungseinbrüche, Kurzzeitunterbrechungen und Spannungsschwankungen |
| EN 61000-4-20:2010 + Ber. 1:2012    | Störfestigkeit gegen hochfrequente elektrom. Felder (TEM)                                  |
| EN 61000-4-21:2011                  | Prüf- und Messverfahren – Verfahren für die Prüfung in der (Modenverwirbelungskammer)      |

| Militärische Normen | Thema |
| ------------------- | --- |
| MIL-STD-461         | Anforderungen an die elektromagnetische Verträglichkeit von Produkten für den Einsatz im militärischen Bereich (US-Norm) |

| Luftfahrtnormen             | Thema                                                                                                  |
| --------------------------- | --- |
| EUROCAE ED-14 / RTCA DO-160 | Anforderungen an die Umgebungsverträglichkeit von Luftfahrtgerät (wortgleiche Europäische und US-Norm) |